# Gregory Dayman
Gregory John Dayman (* 21. Februar 1947 in Wellington) ist ein ehemaliger neuseeländischer Hockeyspieler.
Gregory Dayman gab 1969 sein Debüt in der Neuseeländischen Nationalmannschaft. Mit dieser wurde er als Vizekapitän bei den Olympischen Sommerspielen 1972 Neunter. Bei den Olympischen Sommerspielen 1976 wurde er Olympiasieger mit Neuseeland. Vier Jahre später sollte Dayman bei seiner dritten Olympiateilnahme 1980 als Kapitän der Mannschaft agieren. Jedoch blieb diese ihm wegen des Boykotts Neuseelands aus.